# Teemu Kinnari
Teemu Kullervo Kinnari, född 1973 i Hollola, är en finländsk politiker (Samlingspartiet). Han är ledamot av Finlands riksdag sedan 2023.
Kinnari blev invald i riksdagen i riksdagsvalet 2023 med 7 366 röster från Tavastlands valkrets.